# Estádio de Hatay
O Estádio de Hatay (em turco: Hatay Stadyumu) é um moderno estádio de futebol localizado na cidade de Antáquia, na Turquia, oficialmente inaugurado em 25 de junho de 2021, com capacidade máxima de 26 600 espectadores.
Substituiu o antigo Antakya Atatürk Stadyumu, construído em 1950, que tinha capacidade máxima de 8 765 espectadores. A partir da temporada 2021–22, tornou-se a nova casa onde o Hatayspor, principal clube da cidade, manda atualmente seus jogos oficiais.

## Histórico
Como parte do projeto de construção e modernização de estádios de futebol levado a cabo pelo Ministério dos Esportes da Turquia, a cidade de Antáquia, capital da província de Hatay, localizada no extremos sul do país, foi contemplada com a construção de uma nova praça esportiva que pudesse melhor atender às demandas dos clubes locais, especialmente do Hatayspor, que atualmente disputa a Primeira Divisão Turca.
Originalmente projetado pelos arquitetos turcos Alper Aksoy e Erdem Dokuzer, a fachada externa do estádio apresenta um padrão bicolor, sendo que a cobertura das arquibancadas norte e leste é de cor bordô, enquanto que a cobertura das arquibancadas sul e oeste são da cor branca, em referência às cores tradicionais do Hatayspor. Com previsão inicial das obras terem início em 2013, foi somente em 2016 que o novo estádio saiu do papel.
Com o término das obras no início de 2021, esperava-se que a inauguração oficial do novo estádio ocorresse em 27 de março com uma partida amistosa que seria disputada entre o Hatayspor e o Fenerbahçe, porém diante da piora do cenário da pandemia de COVID-19 na Turquia, decidiu-se por adiar a inauguração, que acabou por ocorrer em 25 de junho em uma cerimônia sem público que contou com a presença do presidente da Turquia Recep Tayyip Erdogan. Entretanto, a primeira partida oficial do novo estádio ocorreu em 14 de agosto e terminou com o empate entre Hatayspor e Kasımpaşa por 1–1, em confronto válido pela Primeira Divisão Turca.